# Бенанти, Лаура
Лаура Эйлин Бенанти (англ. Laura Ilene Benanti, род. 15 июля 1979) — американская актриса и певица, лауреат премии «Тони» в 2008 году.

## Биография
Бенанти родилась в Нью-Йорке в семье бродвейских актёров. Её родители развелись, и, будучи ребёнком, она вместе с матерью и отчимом, фамилию которого Бенанти позже взяла себе, переехала в Нью-Джерси. В шестнадцатилетнем возрасте она дебютировала в местном мюзикле «Hello, Dolly!», а в 1997 году окончила среднюю школу.
В 1998 году, Бенанти дебютировала на бродвейской сцене в мюзикле «Звуки музыки», а год спустя получила первую в карьере номинацию на премию «Тони» за роль в мюзикле «Свинг». В 2002 году она получила вторую номинацию на «Тони» за участие в мюзикле «В лесу» с Ванессой Уильямс, а также выдвигалась на премию «Драма Деск». В ходе одного из шоу она получила серьёзную травму позвоночника, из-за которой при больших нагрузках тело актрисы периодически парализует. В 2008 году она получила хорошие отзывы от критиков и выиграла премии «Тони» и «Драма Деск» за роль в мюзикле «Цыганка» с Пэтти Люпон. Она получила четвертую номинацию на «Тони» за мюзикл «Женщины на грани нервного срыва» в 2011 году. В 2016 году Бенанти получила свою пятую номинацию за главную роль в мюзикле She Loves Me.
В 2005 году, Бенанти дебютировала на телевидении с главной женской ролью в недолго просуществовавшем ситкоме «Изможденный», который был закрыт после семи эпизодов. С тех пор она появилась в фильме «Держи ритм» и телесериалах «Элай Стоун», «Клуб «Плейбоя»» и «Закон и порядок: Специальный корпус». С 2012 по 2013 год она снималась в ситкоме NBC «На старт!».
В 2013 году, Бенанти снялась в транслируемой в прямом эфире телепостановке мюзикла «Звуки музыки». Также она взяла на себя второстепенные роли в сериалах «Дорогой доктор» и «Сестра Джеки». В 2014 году, Бенанти присоединилась в роли кантри-певицы к третьему сезону сериала ABC «Нэшвилл».
Бенанти трижды была замужем: за музыкантом Крисом Барроном, лид-вокалистом группы Spin Doctors (2005—2006), за актёром Стивеном Паскуале (2007—2013), за Патриком Брауном (с 2015). В третьем браке родилась дочь — Элла Роуз Бенанти-Браун (14 февраля 2017).

## Фильмография
| Год       | Название на русском                 | Название на английском            | Роль                         | Примечания                                                                  |
| --------- | ----------------------------------- | --------------------------------- | ---------------------------- | --------------------------------------------------------------------------- |
| 2005      |                                     | Starved                           | Билли Фрейсьер               | Регулярная роль, 7 эпизодов                                                 |
| 2006      | Держи ритм                          | Take the Lead                     | Тина                         |                                                                             |
| 2006      | Все без ума от Грейс                | Falling for Grace                 | Александра                   |                                                                             |
| 2008      | Элай Стоун                          | Eli Stone                         | Бет Келлер                   | 5 эпизодов                                                                  |
| 2009      | Жизнь на Марсе                      | Life on Mars                      | Дениз Карлинг                | Эпизод: «Home Is Where You Hang Your Holster»                               |
| 2010      | Мескада                             | Meskada                           | Эллисон Коннор               |                                                                             |
| 2010      |                                     | Open Books                        | Джун                         | Пилот                                                                       |
| 2011      | Эта страшная буква «Р»              | The Big C                         | Джия Шерман                  | Эпизод: «Fight or Flight»                                                   |
| 2011      | Клуб «Плейбоя»                      | The Playboy Club                  | Кэрол-Линн Кэннингем         | Регулярная роль, 7 эпизодов                                                 |
| 2012-2013 | На старт!                           | Go On                             | Лорен Шнайдер                | Регулярная роль, 22 эпизодова                                               |
| 2013      | Дорогой доктор                      | Royal Pains                       | Шелби Шакелфорд              | 8 эпизодов                                                                  |
| 2013      | Элементарно                         | Elementary                        | Энн Бейкер                   | Эпизод: «Poison Pen»                                                        |
| 2013      | Звуки музыки в прямом эфире         | The Sound of Music Live!          | Баронесса                    | Телепостановка                                                              |
| 2014—2015 | Хорошая жена                        | The Good Wife                     | Рената Эллард                | Эпизоды: «Tying the Knot» и «Dark Money»                                    |
| 2011-2014 | Закон и порядок: Специальный корпус | Law & Order: Special Victims Unit | Мария Грэйз                  | 9 эпизодов                                                                  |
| 2014      | Сестра Джеки                        | Nurse Jackie                      | Миа                          | 7 эпизодов                                                                  |
| 2014—2015 | Нэшвилл                             | Nashville                         | Сэди Стоун                   | 15 эпизодов                                                                 |
| 2015—2016 | Супергёрл                           | Supergirl                         | Алура Зор-Эл / Генерал Астра | 9 эпизодов Номинация —Премия «Сатурн» за лучшую гостевую роль в телесериале |
| 2024      | Жестокие игры                       | Cruel Intentions                  | Клаудия Мертей               | Телесериал                                                                  |